# Nika Futterman
Nika Futterman (New York, 25 ottobre 1969) è una doppiatrice statunitense.

## Doppiaggio (parziale)
- Picchiarello - serie TV, 3 episodi (1999)
- Kim Possible - serie TV, 2 episodi (2003) - Zita Flores
- Le avventure di Piggley Winks - serie TV, 47 episodi (2003-2007) - Seamus/Sean
- Quella scimmia del mio amico (2005-2008) - Adam Lyon
- Uno zoo in fuga (2006) - scarabeo tirolese #1
- Boog & Elliot a caccia di amici (2006) - Rosie
- Star Wars: The Clone Wars (2008) - Asajj Ventress, TC-70
- Star Wars: The Clone Wars - serie TV, 21 episodi (2008-2013) - Asajj Ventress, Sy Snootles, TC-70, Shaeeah, Dono, Gardulla the Hutt
- I pinguini di Madagascar - serie TV, 1 episodio (2010)
- La casa di Topolino - serie TV, 1 episodio (2011)
- Agente Speciale Oso - serie TV, 1 episodio (2012)
- Manny tuttofare - serie TV, 84 episodi (2006-2012) - Strizza (pinza)
- Fanboy & Chum Chum - serie TV, 52 episodi (2009-2012) - Chum Chum
- Scooby-Doo e la maschera di Blue Falcon (2013) - Jennifer Severin
- Ultimate Spider-Man - serie TV, 2 episodi (2013-2014) - Gamora
- Avengers Assemble - serie TV, 1 episodio (2014) - Gamora
- Hulk e gli agenti S.M.A.S.H. - serie TV, 2 episodi (2014) - Gamora, Lilandra
- Skylanders: Superchargers - Videogioco (2015) - Nightfall
- The Lion Guard - serie TV, 1 episodio (2016) - Zira
- A casa dei Loud - serie TV (2016-in corso) - Luna Loud
- Star Wars Rebels - serie TV, 2 episodi (2016) - Presenza
- Topolino e gli amici del rally - serie TV (2017-in corso) - Cucù-Loca
- Doom Eternal - Videogioco (2020) [1]

## Doppiatrici italiane
Da doppiatrice, è stata sostituita da:
- Alessandra Cassioli in Star Wars: The Clone Wars (film), Star Wars: The Clone Wars (serie animata) (Asajj Ventress)
- Laura Romano in Star Wars: The Clone Wars (film) (TC-70)
- Sabrina Bonfitto in Le avventure di Piggley Winks (Sean)
- Laura Latini in Quella scimmia del mio amico
- Ilaria Giorgino in Uno zoo in fuga
- Monica Vulcano in Manny tuttofare
- Cinzia Massironi in 24: The Game
- Francesca Teresi in Hulk e gli agenti S.M.A.S.H. (Gamora)
- Guendalina Ward in Hulk e gli agenti S.M.A.S.H. (Lilandra)
- Paola Tedesco in The Lion Guard
- Giò Giò Rapattoni in The Lion Guard (parte cantata)
- Marcella Silvestri in Starcraft II - Legacy of the Void
- Elena Perino in A casa dei Loud
- Angela Brusa in Star Wars Rebels
- Monica Bertolotti in Topolino e gli amici del rally (Cucù-Loca)